# Калибровочная симметрия (математика)
В математике любая лагранжева система допускает калибровочные симметрии, возможно, тривиальные. В теоретической физике понятие калибровочной симметрии, зависящей от параметров, являющихся функциями координат, является краеугольным камнем современной теории поля.
Калибровочная симметрия лагранжиана {\displaystyle L} определяется как дифференциальный оператор на некотором
векторном расслоении {\displaystyle E}, принимающий значения в линейном пространстве (вариационных или точных) симметрий {\displaystyle L}. Поэтому калибровочная симметрия лагранжиана {\displaystyle L} зависит от сечений расслоения {\displaystyle E} и их частных производных. Например, это случай калибровочных симметрий в классической теории поля, например, в калибровочной теории Янга — Миллса и калибровочной теории гравитации. Калибровочные симметрии обладают следующими двумя важными особенностями.
Во-первых, будучи лагранжевой симметрией, калибровочная симметрия лагранжевой системы удовлетворяет первой теореме Нётер, но соответствующий сохраняющийся ток симметрии {\displaystyle J^{\mu }} принимает вид
{\displaystyle J^{\mu }=W^{\mu }+d_{\nu }U^{\nu \mu }},
где первое слагаемое {\displaystyle W^{\mu }} обращается в ноль на решениях уравнения Эйлера — Лагранжа, а второе слагаемое сводится к дивергенции, где {\displaystyle U^{\nu \mu }} называется суперпотенциалом.
Во-вторых, в соответствии со второй теоремой Нётер имеет место взаимно однозначное соответствие между калибровочными симметриями лагранжиана и тождествами Нётер, которым подчиняется оператор Эйлера — Лагранжа. Таким образом, калибровочные симметрии характеризуют вырожденность лагранжевой системы.